# Journal of Evolution Equations
Journal of Evolution Equations is een internationaal, aan collegiale toetsing onderworpen wetenschappelijk tijdschrift op het gebied van de
wiskunde.
De naam wordt in literatuurverwijzingen meestal afgekort tot J. Evol. Equat.
Het wordt uitgegeven door Springer Science+Business Media en verschijnt 4 keer per jaar.
Het tijdschrift is opgericht in 2001.